# Ági Mészáros
Ági Mészáros (ur. 24 maja 1914 w Budapeszcie, zm. 8 marca 1989 tamże) – jedna z najwybitniejszych węgierskich aktorek teatralnych i filmowych XX w. Uhonorowana nagrodą Zasłużonego Artysty Węgier i nagrodą Wybitnego Artysty Węgier.

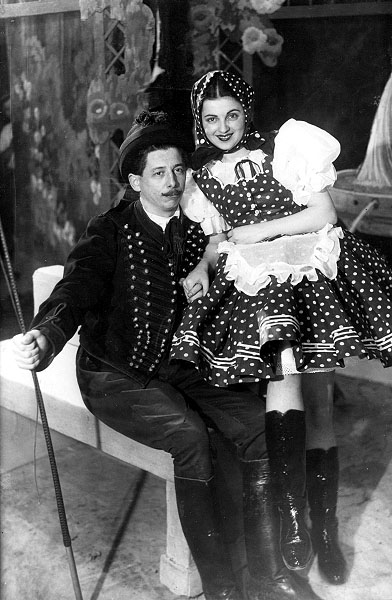
Ági Mészáros i Pál Veszely, 1939

## Biografia
Ági Mészáros urodziła się w 1914 r. jako nieślubne dziecko Józsefa Éberli i Rozálii Mészáros. W wieku trzech miesięcy została oddana do sierocińca, skąd została adoptowana przez rodzinę Horváthów z Debreczyna, gdzie przybrany ojciec pracował jako krawiec w teatrze. To właśnie tam, w wieku 15 lat, po raz pierwszy wystąpiła na scenie jako członkini zespołu tanecznego w Kiskunfélegyházie. Jej talent został szybko dostrzeżony i dostała angaż w teatrze w Segedynie, gdzie zadebiutowała w 1934 r. i pracowała do 1939 r. Występowała u boku znanych aktorów jak: Juci Komlós, Pál Jávor i Irma Patkós.
W 1939 r., na wniosek Pála Jávora, została zatrudniona przez Németha Antala w Teatrze Narodowym w Budapeszcie, gdzie pracowała aż do przejścia na emeryturę w 1983 r. W 1943 r. zagrała tytułową rolę w sztuce Tacskó Dario Niccodemiego, która przyniosła jej szerokie uznanie publiczności. Zagrała wiele ważnych ról w teatrze, występując zarówno w klasycznych dziełach literatury węgierskiej jak i dziełach dramatu światowego. Występowała m.in. w sztukach Czechowa, Moliera, Szekspira i Shawa, a dzięki stworzonym kreacjom stała się jedną z gwiazd powojennego teatru węgierskiego. Za swoją pracę wielokrotnie była nagradzana, m.in. była dwukrotną laureatką Nagrody Kossutha.
W 1940 r. Mészáros Ági rozpoczęła karierę filmową, do 1977 r. wystąpiła w ponad 30 filmach. Do jej najbardziej znanych ról należą występy w filmach takich jak: Talpalatnyi föld (1948), Mágnás Miska (1949), Kis Katalin házassága (1950), Kiskrajcár (1953), Puskák és galambok (1961), Húsz óra (1965) oraz Budapesti mesék (1977).

## Życie prywatne
W 1943 r. poślubiła Lajosa Voitha, z którym miała córkę, Ági Voith, również aktorkę. Po rozwodzie z Voithem, wyszła za László Tompę, aktora z Transylwanii, który przeniósł się dla niej do Budapesztu.

## Nagrody i wyróżnienia
- Nagroda Farkasa–Ratkó (węg. Farkas–Ratkó-díj) (1943)[8]
- Nagroda Kossutha (węg. Kossuth-díj) (1950, 1954)
- Nagroda Zasłużonego Artysty Węgier (węg. Magyarország Érdemes Művésze díj) (1950)[8]
- Nagroda Wybitnego Artysty Węgier (węg. Magyarország Kiváló Művésze díj) (1953)[8]